# 不要战争！

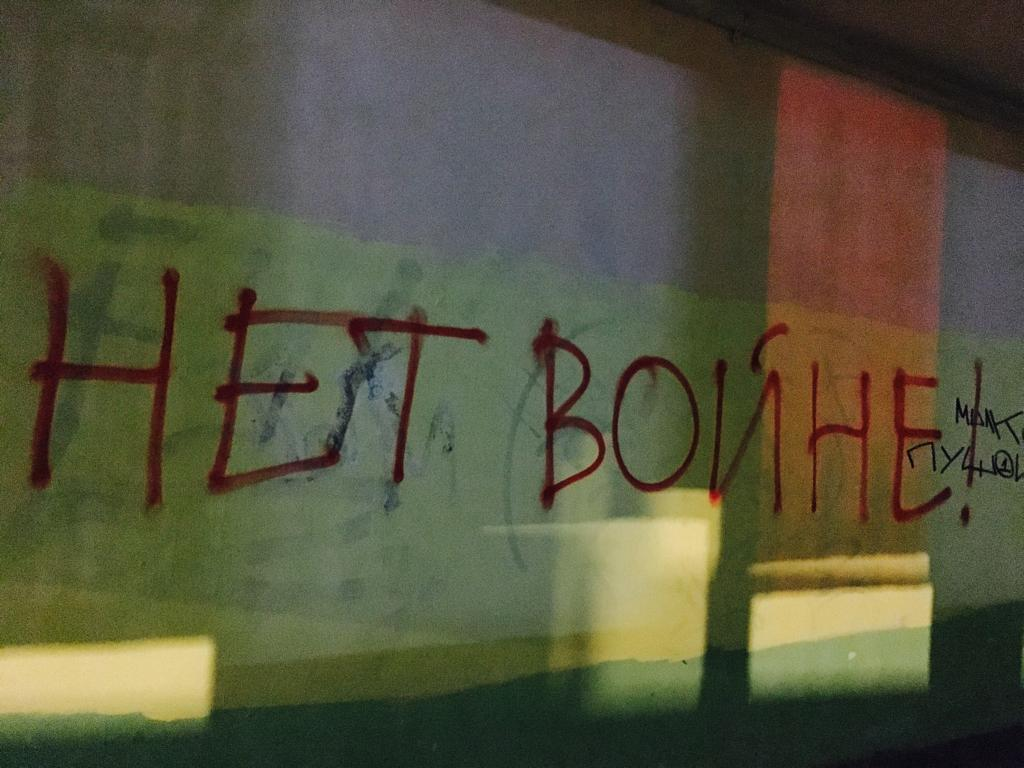
莫斯科街頭的標語

不要戰爭！（羅馬化：Net voyne!，發音：[nʲet vɐjˈnʲe]）是2022年俄羅斯反戰抗議活動中示威者使用的反戰口號。自2022年2月24日俄羅斯開始全面入侵烏克蘭的當天起，社交平台上開始出現的主題標籤，表示不贊成俄羅斯官方聲稱是對烏克蘭的「特別軍事行動」，並聲援烏克蘭人民。
與之相對地，支持入侵烏克蘭的俄羅斯人則展示拉丁字母「Z」以示支持。

## 俄羅斯人的反應
一些為發動戰爭辯護的俄羅斯官員的親屬也通過的主題標籤表達了他們對克里姆林宮決定的不滿。其中包括克里姆林宮新聞秘書德米特里·佩斯科夫的女兒伊麗莎白·佩斯科娃（Елизавета Пескова）。

### 俄羅斯文化藝術工作者反對與烏克蘭開戰的公開信
俄羅斯的文化和藝術代表（包括藝術家、策展人、建築師、評論家、藝術評論家、藝術經理）發起了一封公開信，表示聲援烏克蘭人民並抗議戰爭。截至莫斯科時間2月27日23:00，這封信已有17,000人簽名：
我們，藝術家、策展人、建築師、評論家、藝術評論家、藝術經理——俄羅斯聯邦文化和藝術的代表——絕對聲援烏克蘭人民，並堅定地說「不要戰爭！」。我們要求立即停止一切敵對行動，俄羅斯軍隊撤離烏克蘭撤，並舉行和談。
列夫·波诺马廖夫發起了一項名為（「停止與烏克蘭的戰爭！ - 不要戰爭。」）的請願書。截至2022年3月4日，已有超過118萬俄羅斯人簽署了請願書。